# Lepanthes meniskos
Lepanthes meniskos är en orkidéart som beskrevs av Leslie Andrew Garay och Galfrid Clement Keyworth Dunsterville. Lepanthes meniskos ingår i släktet Lepanthes och familjen orkidéer. Inga underarter finns listade i Catalogue of Life.